# 샤토 마르고

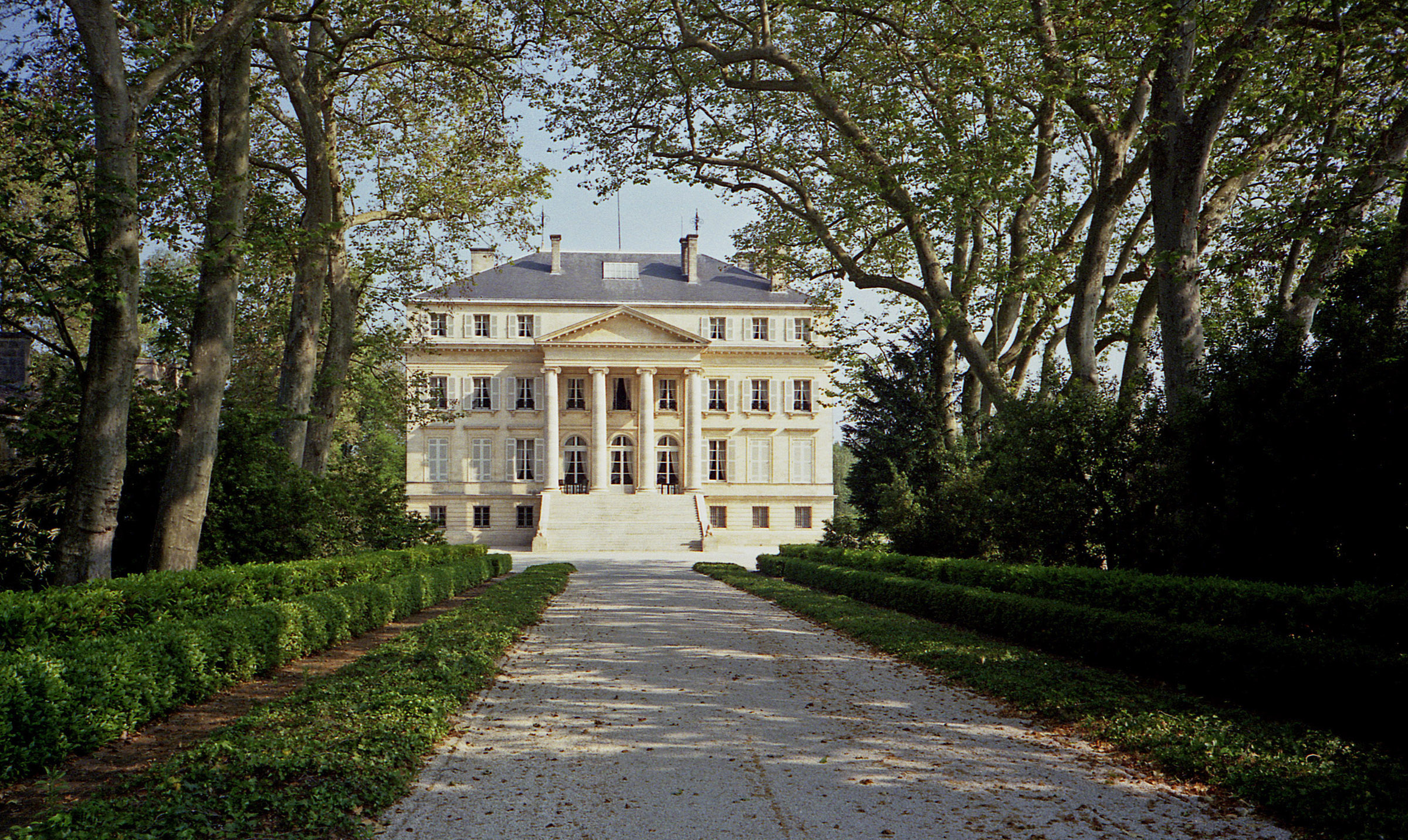
1998년 샤토 마고

샤토 마고(프랑스어: Château Margaux)는 보르도 메독 마고 지역의 262 헥타르의 세계적으로 유명한 포도원이다. 샤토 마고는 샤토 마고란 이름의 세계에서 가장 명성있는 포도주를 생산한다.
샤토 마고는 5개의 일등급 그랑 크뤼 중 하나이다.

샤토 마고 포도원은 세계에서 가장 훌륭하고 매우 인기있는 적 포도주의 생산자로서 지위를 누리고 있다. 샤토 마고는 자주 인용되는 1855년의 보르도 포도주 공식 분류에서 그랑 크뤼로 선정된 4개의 와인 중 하나인데 매우 비싼 빈티지는 지속적으로 높은 프리미엄을 받고 있으며 몇 십년 넘게 보관, 거래되고 있다. Forbe.com에 따르면, 1787년산 샤토 마르고 한 병이 22만5천달러로서 이 세상에서 가장 비싼 포도주로 기록되고 있다.
샤토 마르고는 지롱드 데파르트망의 메독 지방의 거대한 포도주 산지에 있는 마르고 코뮌에 위치하고 있다. 이 샤토는 가론 강 하구의 왼쪽 강둑에 있는 이 지역의 유명한 자갈 토양의 혜택을 봤다. 샤토 마르고 포도주는 마르고 AOC에 속하는 포도주이다

## 역사
샤토 마고의 첫 번째 발자취는 13세기로 거슬러 올라간다.